# 간베 스가오
간베 스가오(일본어: 神戸 清雄, 1961년 8월 2일 ~ )는 일본의 전 축구 선수, 감독이다.

## 구단 경력
1984년부터 1990년까지 일본 사커 리그의 혼다 기연에서 뛰었다.

## 지도자 경력
1990년부터 2001년까지 제프 유나이티드 이치하라에서 코치을 맡았다. 2002년부터 2005년까지 필리핀 국가대표팀과 괌 국가대표팀에서 감독을 맡았다. 2011년 제프 유나이티드 지바의 감독으로 취임하였다.